# Липск (Ляховичский район)
Липск (бел. Ліпск) — агрогородок в Кривошинском сельсовете Ляховичского района Брестской области Белоруссии. Население — 626 человек (2019).

## География
Липск находится в 25 км к юго-западу от города Ляховичи и в 25 км к северо-западу от города Ганцевичи. Неподалёку проходит граница с Ганцевичским районом. Местность принадлежит к бассейну Немана, деревня стоит на правом берегу небольшой канализированной реки Липнянка, двумя километрами выше её впадения в Щару. Через деревню проходит местная автодорога Ляховичи — Кривошин — Липск — Туховичи.

## Этимология
Название поселения происходит от названия дерева липа.

## История
Липск впервые упомянут в 1492 году. С середины XVI века поселение принадлежало Новогрудскому повету Новогрудского воеводства Великого княжества Литовского. В 1700 году в местечке уже существовал костёл.
После второго раздела Речи Посполитой (1793) Липск в составе Российской империи, входил в состав Новогрудского уезда Минской губернии.
В 1910 году взамен обрушенного старого деревянного католического храма был построен новый каменный храм во имя св. Марии.
Согласно Рижскому мирному договору (1921) Липск вошёл в состав межвоенной Польши, с 1939 года — в БССР.

В 2010 году деревня Липск преобразована в агрогородок.
- Местечко на старых фотоснимках
- Старый костёл
- Фото храма св. Марии в 1914 году. Новый костёл. Главный фасад
- Новый костёл
- Новый костёл

## Культура
- Дом культуры
- Музей ГУО "Липская средняя школа"

## Достопримечательности
- Католический храм св. Марии. Современный видКостёл Пресвятой Девы Марии. Построен в 1910 году. Памятник архитектуры с чертами барокко, классицизма и рококо. Несмотря на в целом хорошую сохранность памятника, ряд архитектурных элементов был утрачен, главным из которых является четырёхгранная барочная башня со шпилем над главным входом. Церковь включена в Государственный список историко-культурных ценностей Республики Беларусь[7].  Историко-культурная ценность Республики Беларусь, шифр 112Г000478
- Могила партизан и жертв фашизма. В 1967 году установлена стела[8].
- Памятник землякам, погибшим в Великой Отечественной войне
- Археологическая стоянка в 3 км к югу от деревни[8].